# Alex Wheatle (Film)
Alex Wheatle ist ein Film, der am 6. Dezember 2020 erstmals bei BBC One gezeigt und am 11. Dezember 2020 in den USA über Amazon Prime Video veröffentlicht wurde. Es handelt sich um eine Filmbiografie über den britischen Schriftsteller Alex Wheatle und ist der vierte Teil der Small Axe-Filmreihe.

## Handlung
Nachdem der Schwarze Alex Wheatle seine Kindheit in einem überwiegend weißen Pflegeheim und ohne Liebe oder eine Familie verbracht hat, erfährt er in Brixton nicht nur zum ersten Mal in seinem Leben etwas wie ein Gemeinschaftsgefühl, sondern entdeckt auch seine Leidenschaft für Musik. Doch Brixton ist ein Pulverfass, und nach den drei Tage dauernden Unruhen im April 1981 wird er ins Gefängnis geworfen. Dieser Ort eröffnet Alex jedoch ungeahnte Möglichkeiten. Der junge Mann entdeckt seine Liebe zur Literatur und eignet sich, von dem Mitgefangenen Simeon dazu angehalten seinen Horizont zu erweitern, eine gewisse Bildung an.

## Biografisches

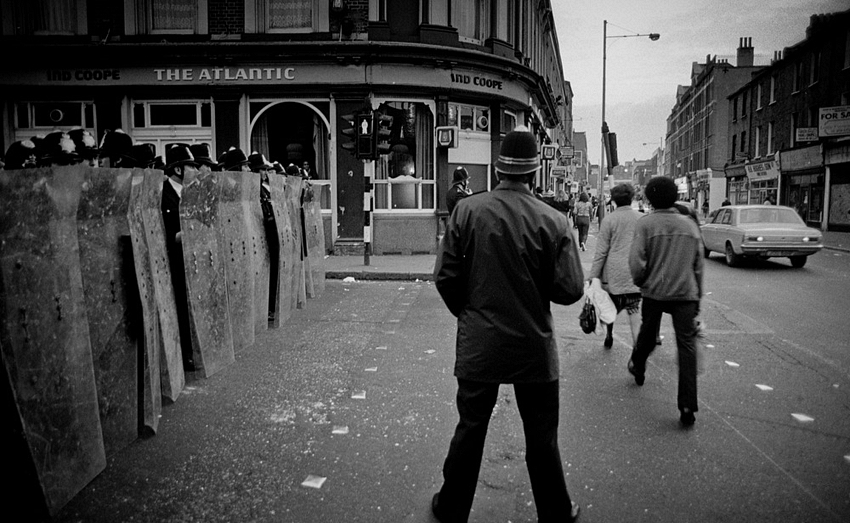
Im Jahr 1981 kam es in Brixton zu Unruhen, bei denen die Polizei viele Menschen verhaftete

Alex Wheatle wurde 1963 in London geboren. Seine Eltern stammten aus Jamaika. Er verbrachte einen Großteil seiner Kindheit in einem Kinderheim im nahe gelegenen Croydon, bevor er Ende der 1970er Jahre nach Brixton zurückkehrte, um in einem Jugendheim zu leben. Dort war er in der Reggae-Musikszene aktiv und trat unter dem Künstlernamen Yardman Irie auf.
Im Jahr 1981 nahm Wheatle am Brixton-Aufstand teil und saß wegen seiner Beteiligung vier Monate im Gefängnis, wo er sich eine Zelle mit einem Mann namens Simeon teilte, der ihm als Mentor zur Seite stand. Während der Unruhen in Brixton vom 10. bis 12. April 1981, in deren Folge Wheatle ins Gefängnis kam, wurden hunderte von Autos in Brand gesteckt, viele Geschäfte beschädigt und 279 Polizisten verletzt. Wheatles Inhaftierung legte letztlich den Grundstein für seine Karriere als Schriftsteller, so Todd McCarthy.
Später schrieb er erst über das alltägliche Leben in Brixton, so in seinem ersten Roman Brixton Rock aus dem Jahr 1999, in dem er die Geschichte eines 16-jährigen Jungen gemischter Abstammung in den 1980er Jahren erzählt, der in Brixton lebt. Weitere Romane, die der Jugendliteratur zugerechnet werden, folgten. Sein Roman Liccle Bit aus dem Jahr 2015 wurde 2018 in Deutschland unter dem Titel Liccle Bit. Der Kleine aus Crongton veröffentlicht. Es folgten Crongton Knights, Die Ritter von Crongton und Straight Outta Crongton. Im Jahr 2008 wurde er für seine Verdienste um die Literatur Order of the British Empire. Alex Wheatle starb im März 2025 an den Folgen einer Prostatakrebs-Erkrankung.

## Produktion
Regie führte der Brite Steve McQueen, der auch gemeinsam mit Alastair Siddons das Drehbuch schrieb.
Es handelt sich um einen Film in der Reihe Small Axe, die von McQueen entwickelt wurde und insgesamt fünf Filme umfasst.
Die aus der Karibik stammenden Eltern des 1969 geborenen McQueen kamen nach dem Zweiten Weltkrieg auf Einladung nach Großbritannien. Der Regisseur verarbeitete in den Filmen Familiengeschichten dieser Art und seine eigenen Erinnerungen. Jeder Film der Reihe beleuchtet so eine andere, wenig bekannte Geschichte über den „Black Proud“ zu unterschiedlichen Zeiten aus unterschiedlichen schwarzen Blickwinkeln. Sie zeigen auch die Helden der britischen Windrush-Generation, Angehörige der schwarzen Diaspora, die in ihren eigenen Dialekten sprechen und in ihrer Kultur schwelgen, und spielen zwischen den späten 1960er und frühen 1980er Jahren.
Der Titel der Filmreihe nimmt Bezug auf ein jamaikanisches Sprichwort und dessen Verwendung im Song Small Axe von Bob Marley, in dem es heißt: If you are the big, big tree, Let me tell you that: we are the small axe, Ready to cut you down. Dies bringt zum Ausdruck, dass relativ marginale oder kleine Gegenstimmen mächtigere erfolgreich herausfordern können.
Fünf Jahre vor der Veröffentlichung des Films hatte sich Alex Wheatle erstmals mit McQueen und seinem Schreibteam verabredet. Er brachte zu einem Treffen Kopien seiner Sozialakten mit. Zum Gegenstand einer Anthologie über westindische Einwanderer in Großbritannien zu werden
sei für ihn anfänglich etwas gewöhnungsbedürftig gewesen, wollte man doch seine persönlichsten und traumatischsten Momente auf die Leinwand bringen, so Wheatle gegenüber Time: „Ich habe Zeit gebraucht, um mich an diese Idee zu gewöhnen, aber jetzt ist es eine Ehre, das ist es wirklich.“
Der Newcomer Sheyi Cole spielt in der Titelrolle den erwachsenen Alex Wheatle. Als Junge wird Wheatle von dem Nachwuchsschauspieler Asad-Sahreef Muhammad gespielt. Robbie Gee spielt seinen Mitgefangenen Simeon, der ihn dazu ermutigt, zu lesen und damit zu bilden.
Ende November 2020 wurde der erste Trailer vorgestellt. Der Film wurde am 6. Dezember 2020 erstmals bei BBC One gezeigt und am 11. Dezember 2020 in den USA über Amazon Prime Video veröffentlicht. Die Erstausstrahlung des Films im deutschen Free-TV erfolgte am 18. März 2023 bei One.

## Rezeption
Der Film konnte bislang 95 Prozent aller bei Rotten Tomatoes erfassten Kritiker überzeugen und erhielt hierbei eine durchschnittliche Bewertung von 7,3 der möglichen 10 Punkte. Auf Metacritic erhielt er einen Metascore von 78 von 100 möglichen Punkten.
Ed Cumming von The Independent schreibt, im Vergleich mit den anderen Filmen der Small-Axe-Reihe sei Alex Wheatle konventioneller, fühle sich langsamer an als Mangrove und Red, White and Blue, und zudem fehle dem Film die Üppigkeit von Lovers Rock, die jedoch alle eine hohe Messlatte gesetzt hätten. Dennoch fühle sich jede Aufnahme in Alex Wheatle wie für die Ewigkeit gemacht an, so eine Szene, in der Alex im Gefängnis gezeigt wird, von oben zu sehen ist, er selbst auf der einen Seite einer Mauer, in Haft hinter Stacheldraht, auf der anderen Seite die Freiheit.